# Communauté de communes du Pays Sabolien
La communauté de communes du Pays Sabolien est une structure intercommunale à fiscalité propre française située dans les départements de la Mayenne et de la Sarthe et dans la région des Pays de la Loire. Début 2021, elle a pris la dénomination de communauté de communes du Pays sabolien (délibérations du 19 février et du 15 avril 2021).

## Histoire
Le district de Sablé-sur-Sarthe est créé par un arrêté préfectoral du 29 décembre 1978 qui scelle la mise en place d’une première intercommunalité entre six communes,.
Son périmètre est successivement étendu aux communes d’Asnières-sur-Vègre (arrêté du 18 avril 1984), de Louailles (arrêté du 4 août 1989), du Bailleul (arrêté du 24 décembre 1991), de Bouessay (arrêtés des 3 et 11 août et des 8 et 16 décembre 1994), de Parcé-sur-Sarthe et Vion (arrêtés des 25 et 26 juin 1996), et de Dureil (arrêté du 15 avril 2013),.
Le district est élevé en communauté de communes par arrêté préfectoral du 30 décembre 1999, avec effet au 1er janvier 2000.
La communauté de communes de Sablé-sur-Sarthe est renommée communauté de communes du Pays Sabolien par l'arrêté interpréfectoral du 5 juillet 2021.

## Territoire communautaire

### Géographie
La communauté de communes du Pays sabolien est située au sud-ouest du département de la Sarthe. La superficie du territoire communautaire est de 36 567 hectares, avec une altitude variant de 20 (à Précigné) à 101 mètres (à Souvigné-sur-Sarthe).
La communauté de communes est traversée par la Sarthe, le Vègre et la Voutonne.
Située au sud-ouest  du département de la Sarthe, la communauté de communes de Sablé-sur-Sarthe regroupe 17 communes et présente une superficie de 365,7 km2.

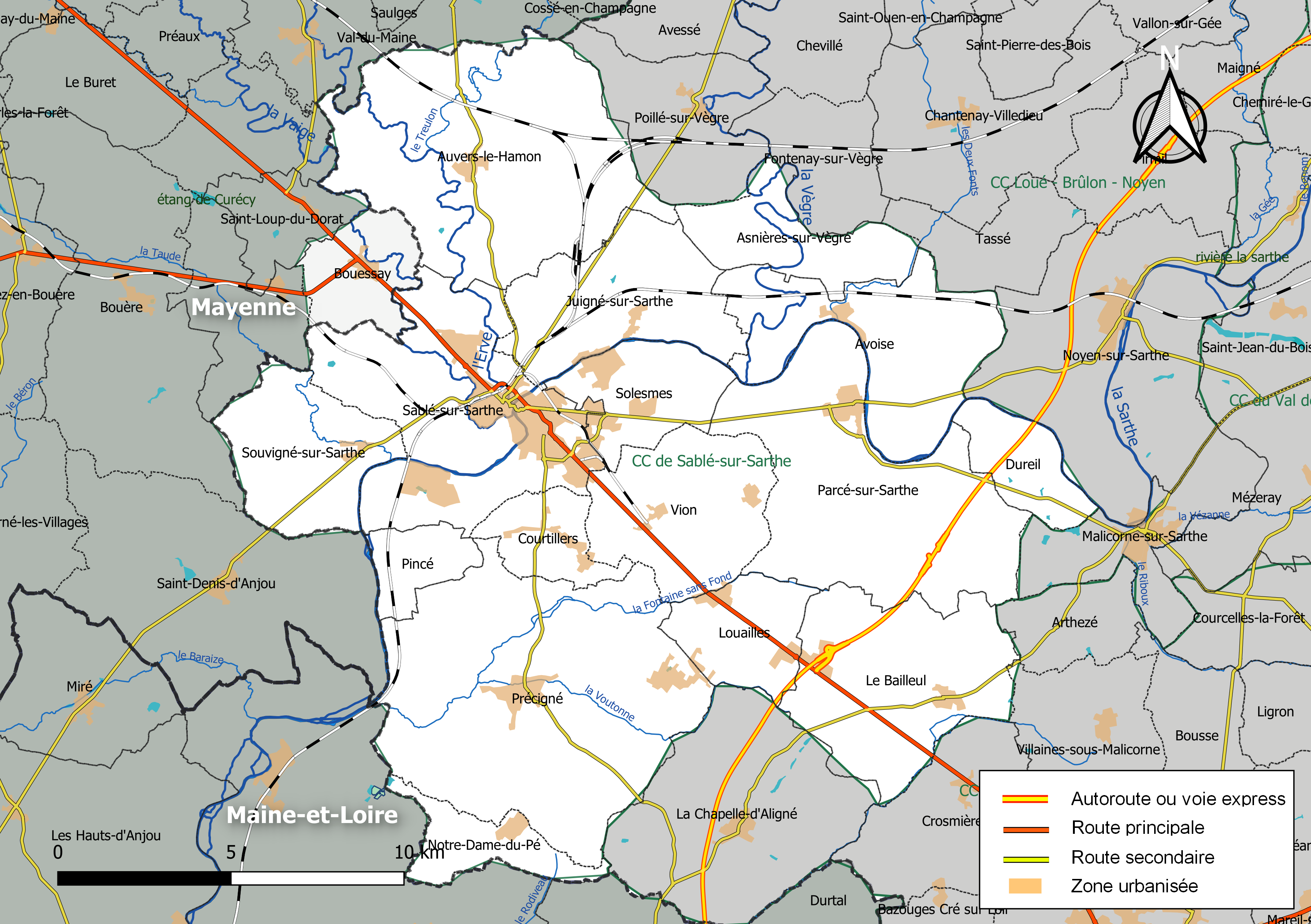
Carte de la communauté de communes de Sablé-sur-Sarthe au 1er janvier 2019.

### Composition

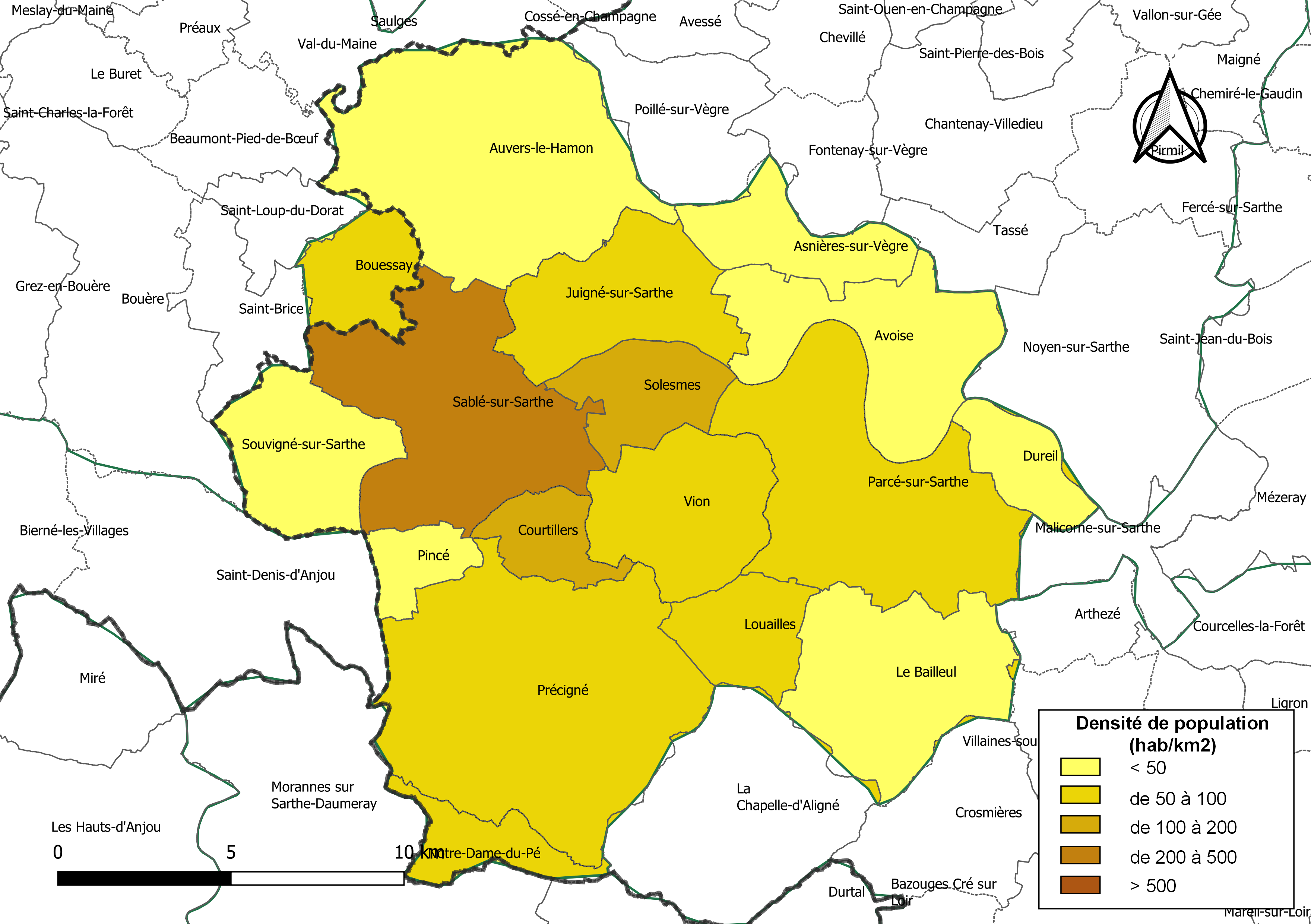
Carte des densités de population (millésimée 2016) des communes de la communauté de communes de Sablé-sur-Sarthe. Composition en communes au 1er janvier 2019.

La communauté de communes est composée des 17 communes suivantes :

| Nom                      | Code Insee | Gentilé      | Superficie (km2) | Population (dernière pop. légale) | Densité (hab./km2) |
| ------------------------ | ---------- | ------------ | ---------------- | --------------------------------- | ------------------ |
| Sablé-sur-Sarthe (siège) | 72264      | Saboliens    | 36,92            | 12 194 (2022)                     | 330                |
| Asnières-sur-Vègre       | 72010      | Asniérois    | 12,64            | 337 (2022)                        | 27                 |
| Auvers-le-Hamon          | 72016      |              | 47,83            | 1 458 (2022)                      | 30                 |
| Avoise                   | 72021      | Avoisiens    | 24,56            | 572 (2022)                        | 23                 |
| Le Bailleul              | 72022      | Bailleulois  | 27,46            | 1 217 (2022)                      | 44                 |
| Bouessay                 | 53037      | Bouesséens   | 9,34             | 718 (2022)                        | 77                 |
| Courtillers              | 72106      | Courtilléens | 7,24             | 910 (2022)                        | 126                |
| Dureil                   | 72123      | Dureillois   | 7,96             | 61 (2022)                         | 7,7                |
| Juigné-sur-Sarthe        | 72151      |              | 20,66            | 1 142 (2022)                      | 55                 |
| Louailles                | 72167      | Louaillains  | 10,49            | 703 (2022)                        | 67                 |
| Notre-Dame-du-Pé         | 72232      | Pépéens      | 7,75             | 707 (2022)                        | 91                 |
| Parcé-sur-Sarthe         | 72228      |              | 40,58            | 1 998 (2022)                      | 49                 |
| Pincé                    | 72236      | Pincéens     | 5,76             | 191 (2022)                        | 33                 |
| Précigné                 | 72244      | Précignéens  | 57,85            | 2 900 (2022)                      | 50                 |
| Solesmes                 | 72336      |              | 11,53            | 1 229 (2022)                      | 107                |
| Souvigné-sur-Sarthe      | 72343      | Solviniacois | 17,06            | 606 (2022)                        | 36                 |
| Vion                     | 72378      |              | 20,04            | 1 383 (2022)                      | 69                 |

### Démographie
| 1968   | 1975   | 1982   | 1990   | 1999   | 2008   | 2013   | 2019   |
| ------ | ------ | ------ | ------ | ------ | ------ | ------ | ------ |
| 19 423 | 20 788 | 23 074 | 24 634 | 26 699 | 28 665 | 29 392 | 28 572 |

### Instances administratives
L’intercommunalité est partagée entre deux départements et deux arrondissements : la Mayenne (arrondissement de Château-Gontier) et la Sarthe (arrondissement de La Flèche). Le siège de la communauté de communes étant situé dans la Sarthe, elle relève donc des services de l’État sarthois.
Du point de vue cantonal, les communes appartenaient aux cantons de Sablé-sur-Sarthe (pour quatorze communes), de Malicorne-sur-Sarthe (pour deux communes), et de Grez-en-Bouère (pour une commune). Depuis le 2 avril 2015, elles relèvent toutes du canton de Sablé-sur-Sarthe, à l’exception de Bouessay, situé dans celui de Meslay-du-Maine (Mayenne).

## Administration

### Siège
Le siège de la communauté de communes est fixé à l’hôtel de ville de Sablé-sur-Sarthe.

### Présidence
| Période           | Période                            | Identité         | Étiquette | Qualité |
| ----------------- | ---------------------------------- | ---------------- | --------- | --- |
| 3 février 2000    | 19 avril 2001                      | Alain Bourgeteau | DVD       | Conseiller municipal de Sablé-sur-Sarthe (1965-2001) |
| 19 avril 2001     | 12 septembre 2012 (démissionnaire) | François Fillon  | RPR UMP   | Conseiller municipal de Solesmes (2001-2014), Président du conseil régional des Pays-de-la-Loire (1998-2002) Député, élu dans la 4e circonscription de la Sarthe (1981-1986 et 1988-2002) Sénateur, élu dans la Sarthe (2005-2007) Premier ministre (2007-2012) |
| 28 septembre 2012 | 15 juillet 2020                    | Marc Joulaud     | UMP LR    | Maire de Sablé-sur-Sarthe (2008-2020) Député au Parlement européen (2014-2019) |
| 15 juillet 2020   | En cours                           | Daniel Chevalier | LR        | Conseiller pédagogique, maire de Juigné-sur-Sarthe (2001- ) conseiller départemental du canton de Sablé-sur-Sarthe (2015- ) |

### Participation à d’autres groupements
| Groupement | No SIREN    | Type | Création         |
| --- | ----------- | ---- | ---------------- |
| Syndicat mixte pour l’aménagement et la promotion du parc d’activités d’intérêt départemental de l’échangeur de Sablé-la-Flèche | 257 201 913 | SMO  | 21 octobre 1992  |
| Syndicat mixte du pays « Vallée de la Sarthe »                                                                                  | 200 001 873 | SMO  | 1er janvier 2006 |
| Syndicat mixte de la Vallée de la Sarthe                                                                                        | 200 050 003 | SMF  | 5 août 2014      |
| Syndicat mixte sarthois d’aménagement numérique                                                                                 | 257 202 432 | SMO  | 7 mars 2005      |
| Syndicat mixte de restauration de la région de Sablé                                                                            | 200 011 864 | SMF  | 1er janvier 2008 |
| Syndicat mixte pour l’élimination des déchets du secteur sud de la Sarthe                                                       | 257 201 988 | SMO  | 17 mai 1994      |

### Compétences
La communauté de communes exerce plusieurs compétences conformément aux Statuts de la communauté de communes du Pays sabolien, créés par l’autorité préfectorale compétente, c’est-à-dire le sous-préfet de La Flèche puisque le siège est situé dans l’arrondissement éponyme.
Mis en place par l’arrêté préfectoral du 30 décembre 1999, avec effet au 1er janvier 2000, ces statuts ont fait l’objet de plusieurs modifications, par d’autres arrêtés interpréfectoraux (3 juin 2003, 23 septembre 2005, 26 janvier 2007, 16 mai 2008, 19 juin 2009, 14 juin 2010, 3 février 2012, 25 juillet 2013, 10 décembre 2014, 24 avril 2015 et 5 juin 2015).
Ces compétences sont notamment :
| Thématique                                         | Compétence |
| -------------------------------------------------- | --- |
| Production, distribution d’énergie                 | - Électricité, gaz |
| Environnement et cadre de vie                      | - Assainissement non collectif - Collecte des déchets des ménages et déchets assimilés - Traitement des déchets des ménages et déchets assimilés - Autres actions environnementales |
| Sanitaires et social                               | - Activités sanitaires - Action sociale - Centre intercommunal d’action sociale (CIAS) |
| Dispositifs locaux de prévention de la délinquance | - Conseil intercommunal de sécurité et de prévention de la délinquance |
| Développement et aménagement économique            | - Création, aménagement, entretien et gestion de zone d’activités industrielle, commerciale, tertiaire, artisanale ou touristique - Action de développement économique (soutien des activités industrielles, commerciales ou de l’emploi ; soutien des activités agricoles et forestières, etc.) |
| Développement et aménagement social et culturel    | - Construction ou aménagement, entretien, gestion d’équipements ou d’établissements sportifs - Établissements scolaires - Activités péri-scolaires - Activités culturelles ou socioculturelles                                                                                                   |
| Aménagement de l’espace                            | - Schéma de cohérence territoriale - Schéma de secteur - Création et réalisation de zone d’aménagement concertée - Constitution de réserves foncières - Études et programmation |
| Voirie                                             | - Création, aménagement, entretien de la voirie |
| Développement touristique                          | - Tourisme |
| Logement et habitat                                | - Programme local de l’habitat - Action et aide financière en faveur du logement social d’intérêt communautaire - Action en faveur du logement des personnes défavorisées par des opérations d’intérêt communautaire - Opération programmée d’amélioration de l’habitat (OPAH)                   |
| Autres                                             | - Préfiguration et fonctionnement des pays - NTIC (Internet, câble, etc.) - Réalisation d’aire d’accueil ou de terrains de passage des gens du voyage - Autres |

### Régime fiscal et budget

#### Régime fiscal
En 2016, le régime fiscal de la communauté de communes est celui de la fiscalité professionnelle unique.

#### Budget et fiscalité
| Postes                                                          | 2007         | 2008         | 2009         | 2010         | 2011         | 2012         | 2013         | 2014         | 2015         |
| --------------------------------------------------------------- | ------------ | ------------ | ------------ | ------------ | ------------ | ------------ | ------------ | ------------ | ------------ |
| Produits de fonctionnement                                      | 10 044 000 € | 11 354 000 € | 13 198 000 € | 14 088 000 € | 15 080 000 € | 17 377 000 € | 18 333 000 € | 17 761 000 € | 17 786 000 € |
| Charges de fonctionnement                                       | 9 481 000 €  | 10 746 000 € | 12 736 000 € | 13 463 000 € | 14 265 000 € | 15 934 000 € | 17 268 000 € | 16 416 000 € | 16 211 000 € |
| Ressources d’investissement                                     | 9 332 000 €  | 6 878 000 €  | 4 933 000 €  | 5 939 000 €  | 4 173 000 €  | 5 202 000 €  | 4 567 000 €  | 7 075 000 €  | 4 636 000 €  |
| Emplois d’investissement                                        | 10 106 000 € | 7 381 000 €  | 3 591 000 €  | 5 894 000 €  | 4 403 000 €  | 4 738 000 €  | 6 642 000 €  | 6 479 000 €  | 5 285 000 €  |
| Dette                                                           | 9 067 000 €  | 9 925 000 €  | 10 088 000 € | 10 959 000 € | 10 636 000 € | 10 855 000 € | 10 187 000 € | 12 014 000 € | 11 114 000 € |
| Source : base Alize du ministère de l’Économie et des Finances. |              |              |              |              |              |              |              |              |              |

## Projets et réalisations
La communauté de communes partage un site Internet avec Sablé-sur-Sarthe, sablesursarthe.fr.